# Saint-Martin-de-Fugères
 Saint-Martin-de-Fugères  es una población y comuna francesa, situada en la región de Auvernia, departamento de Alto Loira, en el distrito de Le Puy-en-Velay y cantón de Le Monastier-sur-Gazeille.

## Demografía
| 526 | 512 | 422 | 363 | 266 | 245 |
| Para los censos de 1962 a 1999 la población legal corresponde a la población sin duplicidades (Fuente: INSEE [Consultar]) |     |     |     |     |     |